# 齐云山 (诸广山脉)
齐云山属江西诸广山脉，位於湖南和江西交界地帶，海拔为2061.3米，为赣南最高峰，因山峰云雾缭绕而得名。境内建有齐云山国家级自然保护区。